# سايت (محرر نصوص)
سايت هو محرر نصوص مبني على مكتبة سينتيلّا البرمجية و هو متعدد المنصات و يعمل على مختلف أنواع أنظمة التشغيل و قد قام نيل هدجسون بتطويره وإطلاق النسخة الأولى منه في العام 1999، شروط استخدامه خاضعة لرخصة إشعار الإذن وإخلاء المسؤولية التاريخية (Historical Permission Notice and Disclaimer).
يتميز سايت بكونه سريع التنفيذ وقليل الإستهلاك لموارد نظام الحاسوب وقد تم تصميمه بشكل أساسي ليكون محرر نصوص مخصص لكتابة الشيفرة المصدرية (الكود المصدري) لبرامج الحاسوب و من هذا المنطلق فهو يدعم وظائف مثل تمييز أو تعليم الصيغة لعدد كبير من لغات البرمجة، و عند تحميل حزمة ملفاته يجد المستخدمون ملف تنفيذي (exe.) مخصص للعمل على أنظمة ميكروسوفت ويندوز و هو مهيء للتخزين على قطع فلاش يو اس بي و نتيجة لاعتماده على مكتبة سينتيلّا البرمجية فهو يشارك العديد من محررات النصوص الأخرى في بعض المزايا والوظائف لكونها مبنية على نفس المكتبة البرمجية.

## المزايا والوظائف
- دعم عمليات البحث و (البحث والاستبدال) بالأنماط الثابتة أو التعابير النمطية.
- دعم عمليات البحث في الملفات.
- طي نصوص الشيفرة المصدرية.
- دعم الاختصارات.
- دعم تعدد ملفات التحرير عبر واجهة مستخدم تدعم تعدد الألسنة.
- دعم إظهار نتيجة تنفيذ البرامج المكتوبة عبر جزء من المحرر مخصص لهذا الغرض.
- دعم تمييز أو تعليم الصيغة للعدد كبير من لغات البرمجة منها:
  - أدا (Ada).
  - إيه أس بي (ASP).
  - لغة التجميع (Assembly).
  - أوتو إت (AutoIt).
  - باتش (Batch)
  - سي (C Programming Language).
  - سي++ (C++ Programming Language).
  - سي شارب أو ما يعرف بسي # (C# Programming Language).
  - كاميل (Caml).
  - سي ميك (Cmake).
  - صفحات الطرز المتراصة أو ما يعرف ب (Cascading Style Sheets) و تختصر بالتعبير (CSS)
  - دي (D Programming Language).
  - ديف (Diff).
  - فلاش أكشن سكربت (Flash ActionScript).
  - فورتران (Fortran).
  - هاسكل (Haskell).
  - أتش تي أم أل أو ما يعرف بلغة رقم النص الفائق (HTML).
  - إنو سيت أب (InnoSetup).
  - جافا (JAVA)
  - جافا سكريبت (Javascript).
  - ليسب (LISP).
  - لوا (Lua).
  - ماتلاب (Matlab).
  - ملفات آي أن آي (INI file).
  - أنسيس (NSIS).
  - باسكال (Pascal).
  - بيرل (Perl).
  - بي إتش بي (PHP).
  - بوست سكريبت (PostScript).
  - ويندوز باورشيل (PowerShell).
  - بايثون (Python).
  - آر (R Programming Language).
  - روبي (Ruby).
  - سكيم (Scheme).
  - سمول توك (Smalltalk).
  - أس كيو أل (SQL).
  - تي سي إل أو ما تعرف بتيكل (TCL).
  - تخ أو ما يعرف بتيكس (TeX).
  - فيجيوال بيسيك (Visual Basic).
  - في أتش دي أل (VHDL).
  - فيري لوغ (Verilog).
  - أكس أم أل (XML).
  - ياميل (YAML).

بالإضافة إلى عدد آخر من لغات البرمجة تم سردها على موقع المشروع، وتجدر الإشارة هنا إلى نقطة مهمة حيث أن سايت كأقرانه من محررات النصوص المبنية على مكتبة سينتيلّا البرمجية لا يدعم بشكل كامل اللغات البشرية التي تكتب فيها النصوص من اليمين إلى اليسار مثل اللغة العربية.

## التخصيص

لقطة شاشة لمحرر النصوص سايت يعمل على نظام ديبيان و يظهر في الصورة نص مكتوب بلغة بي أتش بي

محرر النصوص سايت قابل للتخصيص بشكل كبير حيث أن إعدادات التخصيص يتم تغييرها عبر تحرير ملف نصي مخصص لهذا الغرض، ومن المعلوم أيضاً انه من الممكن الحصول على تخصيصات مختلفة لكل لغة مستخدمة أو لكل مشروع تتم كتابة نصوصه عبر المحرر بالإضافة إلى وجود خيارات يتم تخصيصها لعموم مستخدمي المحرر أو تعيينها لمستخدمين محددين، ويتيح هذا المجال أمام المستخدمين للقيام بتحديد خياراتهم الخاصة -كل على حدا- في كثير من الأمور المتعلقة بعملية تحرير النصوص ومن ذلك:
- إختصارات لوحة المفاتيح.
- أسلوب الإزاحة.
- أسلوب طي النصوص.
- تخصيص نوع الخط المفضل وما يتبعه من تخصيصات الخطوط مثل الحجم.
- تخصيص تمييز أو تعليم الصيغة المفضل.

و بالإضافة إلى قابلية التخصيص العالية التي يتمتع بها سايت لما ذكر آنفاً فهو يتمتع أيضاً بمزايا إضافية أخرى تمكنه من زيادة قابلية التخصيص حيث تم تضمين مفسر لغة لوا مع المحرر بحيث يستطيع المستخدمين القيام بكتابة برامج بهذه اللغة لتطبيق خيارات تخصيص
إضافية وذلك عن طريق الولوج إلى المحتويات النصية لملفات التحرير الموجودة على الذاكرة الرئيسية أو استخدام واجهة التطبيقات البرمجية المخصصة لمكتبة سينتيلّا البرمجية.
و يتم تنفيذ هذه البرامج عن طريق اختصارات محددة لأزرار لوحة المفاتيح أو عند حصول حدث معين مثل النقر على الزر الأيمن من فأرة الحاسوب و من الأمثلة على ذلك تطبيق إضافة الإكمال التلقائي للنصوص، ومن الواضح أن هذه الخاصية تتطلب العلم بكيفية استخدام لغة لوا وتتطلب أيضاً -و على الأقل- بعض العلم بكيفية كتابة البرامج بشكل عام. و من الجدير بالذكر أنه يوجد بعض التطبيقات المفيدة لهذه الخاصية على الموقع الإلكتروني للمحرر.

## مزايا وخصائص أخرى
في بدايات العام 2003 أصبح المحرر يدعم أكثر من 20 لغة بشرية (21 لغة بشرية) على واجهة المستخدم بالإضافة إلى دعمه لأكثر من 35 لغة برمجة مختلفة، ويستطيع سايت أيضاً التحويل بين فواصل السطور لأنواع متعددة من المنصات ومن ضمنها (دوس، يونكس، و ماكينتوش) و كشف تراميز اليونيكود المختلفة للملفات النصية، وأكثر خاصية تميز سايت عن باقي أقرانه من المحررات بشكل عام هي تصدير النصوص من الملفات النصية إلى ملفات من الأنواع التالية:
- أتش تي أم أل (HTML).
- لاتخ (LaTeX).
- بي-دي-أف (PDF).
- آر تي أف (RTF - Rich Text Format).
- أكس أم أل (XML)